# La fortaleza digital
La fortaleza digital (Digital Fortress) es la primera novela del escritor estadounidense y superventas internacional, Dan Brown, publicada en 1998.

## Argumento

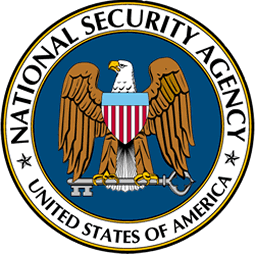
Agencia de Seguridad Nacional.

Susan Fletcher, la criptógrafa estrella de la ultrasecreta NSA (Agencia de Seguridad Nacional) no puede dar crédito a sus oídos cuando su jefe, el director de la agencia, le informa de que han interceptado un código que ni siquiera el mayor superordenador jamás construido puede descifrar. La única pista para romper el letal código parece estar oculta en el cadáver de un hombre que ha fallecido en España, donde ha sido enviado David Becker, el prometido de Susan. Mientras este intenta hallar la clave y sobrevivir a la persecución de un metódico e implacable asesino a sueldo en las calles de Sevilla, Susan se enfrentará a su propio drama en las instalaciones de máxima seguridad de la NSA, durante una larga noche en la que la mentira y el asesinato acechan tras cada puerta.
La fortaleza digital es un ejemplo de una obra de suspenso que transmite a sus lectores una sensación de misterio, angustia e incluso temor.

## Personajes
- Susan Fletcher: jefa del Departamento de Criptografía de la NSA (Agencia de Seguridad Nacional), tiene un máster en Matemáticas de la Universidad Johns Hopkins, además de haber estudiado Teoría de Números en el MIT (Instituto Tecnológico de Massachusetts); cuya tesis doctoral fue: «Métodos criptográficos, protocolos y algoritmos para aplicaciones manuales».

«...sus mejillas exhibían una frescura rubicunda, y el pelo castaño rojizo, largo hasta los hombros...».
«...sus atributos femeninos habían tomado su tiempo para desarrollarse. Larguirucha y desmañada, con corrector dental al final de la adolescencia...».
«Delicados rasgos europeos y dulces ojos castaños... había desarrollado una exquisita esbeltez, con pechos turgentes y voluminosos y abdomen liso y duro como un canto>
- David Becker: profesor de Idiomas de la Universidad de Georgetown, y prometido de Susan Fletcher. Tiene un modesto sueldo, por lo que aumenta sus ingresos haciendo traducciones para organismos gubernamentales.

Fue ascendido al Departamento de Idiomas Modernos seis meses después de pedirle matrimonio a Susan.
«...memoria fotográfica innata y pasión por los idiomas, dominaba seis dialectos asiáticos, además del español, francés e italiano...».
«...moreno y robusto, tenía treinta y cinco juveniles años, penetrantes ojos verdes e ingenio sin igual. Su mandíbula firme y facciones bien dibujadas...».
«...metro ochenta y algo de estatura...se movía en la pista de squash con más rapidez que cualquiera de sus colegas...».
- Trevor Strathmore: subdirector de la NSA y jefe de Criptografía, el único hombre que tenía el valor de afrontar al director Fontaine.

«Tenía cincuenta y seis años».
- Ensei Tankado: su madre murió cuando lo dio a luz por complicaciones provocadas por un envenenamiento radioactivo contraído cuando trabajaba como voluntaria en un centro de quemados en Hiroshima. Nació con deformidades y fue abandonado por su padre; debido a esto desarrolló un profundo odio hacia los Estados Unidos, pero con los años este sentimiento fue amainando. Un prodigio con los ordenadores desde edad temprana, trabajó para la NSA, pero renunció por su desacuerdo con la política de la agencia de violar la privacidad digital de los ciudadanos estadounidenses.
- Greg Hale: criptógrafo de la NSA.

«Alto y musculoso, de espesa cabellera rubia y hoyuelo en la barbilla. Era ruidoso y vestía con una elegancia exagerada... además de sentir atracción hacia Susan Fletcher».
- Leland Fontaine: primer director negro de la NSA.

«Un hombre corpulento de sesenta y tres años de edad, corte de pelo militar y semblante severo. Cuando estaba irritado, sus ojos negros parecían carbones».
- Midge Milken: analista de seguridad interna de la NSA.

«Sesenta años, algo de sobrepeso, y para su asombro resultaba muy atractiva. Coqueta consumada y casada en tres ocasiones,... Era penetrante, intuitiva, trabajaba hasta horas intempestivas y se rumoreaba que sabía más del funcionamiento de la NSA que el propio Dios».
- «Hulohot»: mercenario sordo de origen portugués que persigue a David Becker por las calles de Sevilla. Asesino de Ensei Tankado y otros personajes más que influyen en el desarrollo de la historia.
- Chad Brinkerhoff: ayudante personal del director de la NSA.

«...de cuarenta y cinco años, Chad Brinkerhoff era un hombre alegre, bien vestido y bien informado...tenía el pelo rubio y abundante, y jamás se había sometido a implantes capilares. El azul brillante de sus ojos era magnificado de manera sutil por el milagro de las lentillas de contacto tintadas».
- Phil Chartrukian: joven técnico de Sys-Sec.

«Solo tenía veintitrés años y era relativamente nuevo en Sys-Sec».
- Tokugen Numataka: empresario japonés, presidente de Numacorp y padre de Ensei Tankado, como se muestra en el epílogo.
- «Jabba»: jefe de técnicos de Sys-Sec.

«Parecía un gigantesco renacuajo. Igual que la criatura cinematográfica de la que había recibido el mote, el cráneo calvo del hombre era como una bola de billar...». La criatura en cuestión es Jabba the Hutt, personaje de Star Wars; se desconoce su verdadero nombre.

## Otros personajes
- Morante: criptógrafo de la NSA.

- Frank Gutmann: compañero de colegio de Susan, fue el que inició el amor de ella por la criptografía al regalarle un poema codificado.

## Contraportada
¿Puede existir un código indescifrable? En un mundo en el que la información lo es todo, una simple palabra se convierte en el arma más poderosa. Susan Fletcher, la criptógrafa estrella de la ultrasecreta Agencia de Seguridad Nacional (NSA) no puede dar crédito a sus oídos cuando su jefe, el director de la Agencia, le informa de que han interceptado un código que ni siquiera la mayor supercomputadora jamás construida puede descifrar. La única pista para romper el letal código parece estar oculta en el cadáver de un hombre que ha fallecido en España, donde ha sido enviado David Becker, el prometido de Susan. Mientras éste intenta hallar la clave y sobrevivir a la persecución de un metódico e implacable asesino a sueldo en las calles de Sevilla, Susan se enfrentará a su propio drama en las instalaciones de máxima seguridad de la NSA, durante una larga noche en la que la mentira y el asesinato acechan tras cada puerta.
Dan Brown, La fortaleza digital

## Resolución del código final
Luego de finalizar el libro aparece impreso el siguiente código: 128, 10, 93, 85, 10, 128, 98, 112, 6, 6, 25, 126, 39, 1, 68, 78.
Para resolverlo solo debemos anotar la primera letra del capítulo correspondiente a cada número (en la edición en inglés se forma la frase: «We are watching you», que significa «Te estamos mirando», referido al lema de la NSA, que lo controla todo).
- Nota: en la versión en castellano el código funciona solo si se traduce al inglés la primera palabra de cada capítulo.

## Críticas en España
Esta novela ha sido criticada por cometer una serie de errores en la ambientación y en la descripción de Sevilla, además de ofrecer una imagen tercermundista de España. Por ejemplo, se dice que el zumo de arándanos es «typical Spanish» (‘típicamente español’), que la policía española es fácilmente sobornable, que los hospitales sevillanos huelen a orina y los enfermos están en catres en vez de en camas, que a la Giralda se sube por escaleras en vez de por rampas, que el ayuntamiento de la ciudad se encuentra en la Plaza de España, etc. A modo de ejemplo, en cierto punto de la trama se afirma que «Un pulmón perforado era mortal; quizá no en países donde la medicina estaba más avanzada. Pero en España era fatal». 
El autor coloca toda la autoridad policial únicamente en la Guardia Civil y parece desconocer cualquier otro cuerpo de seguridad. En un cierto pasaje uno de los personajes es llevado en motocicleta por un agente de la Guardia Civil, algo que sería ilegal y altamente irregular tanto en España como en cualquier otro país. A consecuencia del viaje sufre un accidente que es de importancia en la trama. En muchos pasajes se declara expresamente que la prostitución es ilegal en España, lo que no es cierto (el proxenetismo sí lo es).
Además, todos los personajes españoles que aparecen en el libro son maleducados y tratan a uno de los personajes principales de manera poco correcta y poco menos que grosera, dando a entender que el ciudadano medio español es así. Como ejemplo: cierto personaje español —el único que trata cortésmente a uno de los personajes principales— resulta ser homosexual («trataba de ligar con él») y tiene tratos ilegales con una agencia de prostitución.
Otro error cometido en el libro se muestra cuando David está en la catedral huyendo y se afirma que todo el mundo viste de negro para ir a misa. Este hecho es relevante porque la persecución y la huida se basa en este dato, y que por supuesto es totalmente falso. En los años en los que se publicó la novela (1998) la gente no iba vestida de negra a la misa de los domingos.
En un prefacio incluido en la edición para España, Dan Brown escribe: «De igual modo que mi ciudad natal en Estados Unidos, Sevilla tiene aspectos maravillosos y otros que no lo son tanto. Como novelista, procuro destacar por igual los elementos negativos como los positivos para dotar de intensidad a la trama». También afirma que vivió un año entero en la ciudad como estudiante en la Universidad de Sevilla. Sin embargo, esta institución asegura que Brown no figura en ningún registro, y que si efectivamente estudió en la universidad, fue acaso en algún curso de verano.